# اره‌مگس سیاه‌زرد
اره‌مگس سیاه‌زرد (نام علمی: Megalodontes) نام یک سرده از راسته پرده‌بالان است.